# دارکوب‌های کوچک آفریقایی
دارکوب‌های کوچک آفریقایی (نام علمی: Dendropicos) یک سرده دارکوب از خانواده دارکوبان است. آن‌ها دارکوب‌های کوچکی هستند که بومی جنگل‌ها و جنگل‌های جنوب صحرا هستند. بیشتر به رنگ سبز زیتونی است.
این سرده ۱۲ گونه دارد.